# Freddie O'Connell
Thomas Frederick O'Connell (nacido en 1976/1977) es un político estadounidense quien en 2024 ocupaba el cargo del décimo alcalde del gobierno metropolitano de Nashville y del condado de Davidson, en Tenesí, Estados Unidos. Entre 2015 y 2023, fue uno de los cuarenta Conciliarios del Concilio Metropolitano de Nashville, donde representó al décimo noveno distrito.
En 2020, se sumó al movimiento para desfinanciar la policía (en inglés: defund the police), al promover recortes a la misma, al tiempo que el alcalde intentaba aumentar el presupuesto policíaco.
En 2024 propuso un "transit plan", el cual sus oponentes denominaron un "Transit Tax", ya que, de ser aprobado, incrementaría el impuesto de ventas un 5%, esto es, de 9.25% al 9.75%.

## Biografía

### Infancia y estudios
O’Connell, un nativo de Nashville, es hijo de Beatriz, una profesora ya retirada en 2024, y Timoteo, un burócrata del gobierno nacional, quien además escribe canciones. Se graduó del colegio Montgomery Bell Academy en 1995, y obtuvo dos licenciaturas de la la Universidad de Brown en 2000, una en música y la otra en ciencias de la informática. Uno de sus abuelos es judío.
Empezó su carrera en informática y tecnología, trabajando para microempresas y empresas ya en bolsa. Fue presidente de la asociación de vecinos de Salemtown. Del 2005 al 2010, fue coanfitrión de un programa de radio que versaba sobre la política en WRVU, la estación radial de la Universidad de Vanderbilt.

### Carrera política

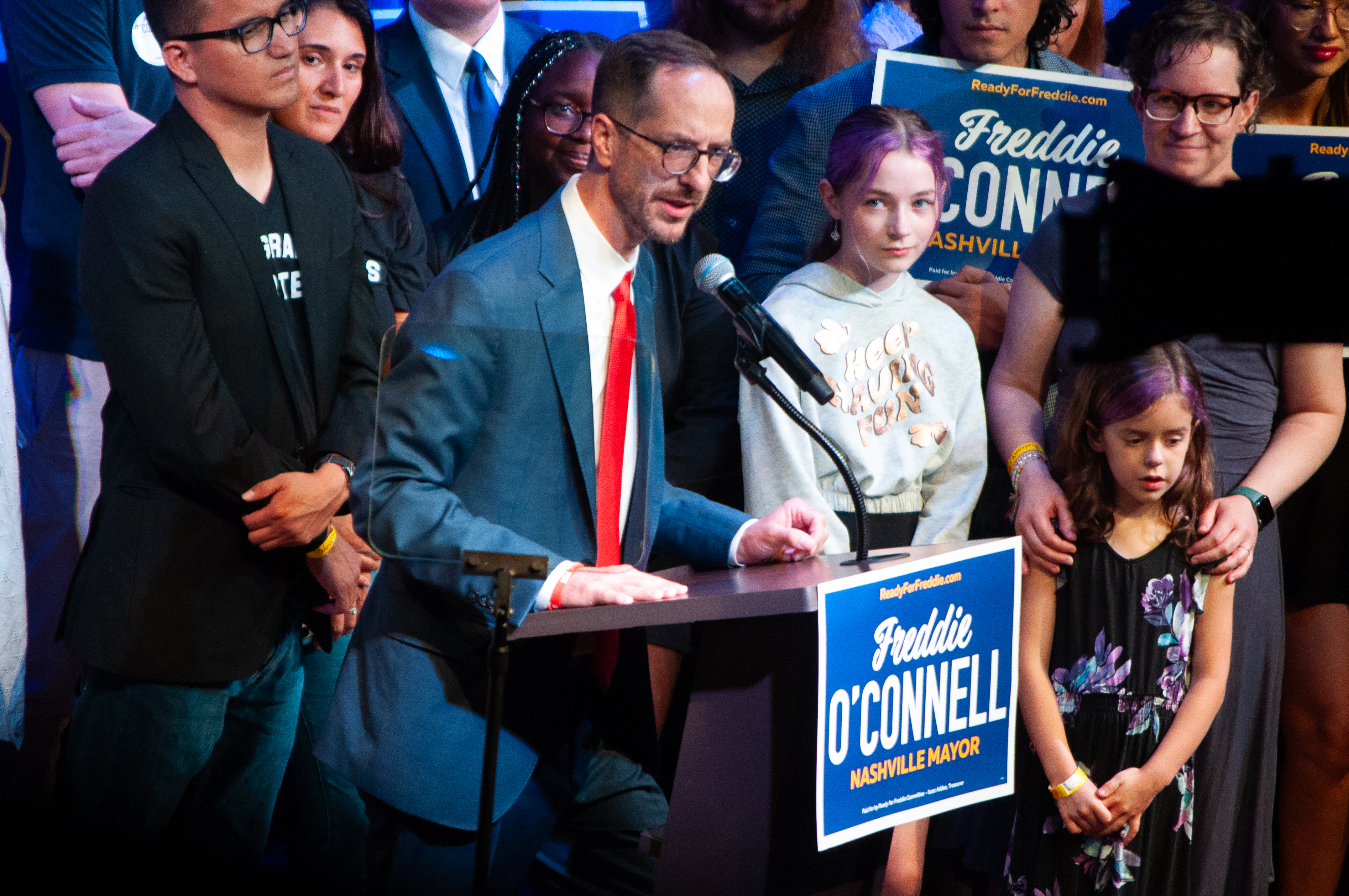
O'Connell tras ser declarado ganador en la primera vuelta de las elecciones a la alcaldía de Nashville de 2023

En 2002, se presentó como candidato independiente contra la futura presidente de la Cámara de Representantes de Tennessee, Beth Harwell.
Anteriormente, fue miembro y presidente del consejo de administración de la Autoridad Metropolitana de Tránsito de Nashville. Aunque las elecciones municipales en Nashville son oficialmente apartidistas, O'Connell se identifica como demócrata.
En 2015, se postuló para el Consejo Metropolitano de Nashville en el distrito 19, recibiendo el 54 % de los votos durante las elecciones del 6 de agosto. En 2019 se presentó a la reelección, y no tuvo oponente.
En abril de 2022, anunció que se postularía para alcalde de Nashville en las elecciones a la alcaldía de Nashville de 2023. En la primera ronda de votación, encabezó la lista con el 27,2 % de los votos. Derrotó a Alice Rolli en la segunda vuelta el 14 de septiembre de 2023, obteniendo el 64 % de los votos. Tomó posesión de su cargo el 25 de septiembre.
Unos meses después, en mayo de 2024, Nashville experimentaba la mayor cantidad de robos automovilísticos en un cuarto de siglo.

## Vida personal
Actualmente vive en el barrio Salemtown de Nashville con su mujer, Whitney Boon, una neuróloga infantil del Hospital Infantil Monroe Carell Jr. de Vanderbilt, y sus dos hijas.  Ocasionalmente se le ha visto desempeñarse de DJ en eventos en Nashville.